# Parcelarea Gara Obor
Parcelarea Gara Obor este un sit aflat pe teritoriul municipiului București.